# شولتو کارنگی
شولتو کارنگی (انگلیسی: Sholto Carnegie؛ زادهٔ ۲۸ فوریهٔ ۱۹۹۵) قایقران روئینگ اهل بریتانیا است.
وی در مسابقات کشوری و بین‌المللی در مجموع برندهٔ ۷ مدال طلا، ۱ مدال برنز شده است.